# Carso
El Carso (en esloveno: Kras; en italiano: Carso; en alemán: Karst; en friulano: Cjars), también conocido como karst clásico o la meseta del Kras, es una región con una meseta fronteriza de caliza en el sudoeste de Eslovenia que se extiende hasta el nordeste de Italia. Se encuentra entre el valle de Vipava, las bajas colinas de alrededor del valle, la parte más occidental de las colinas de Brkini y el golfo de Trieste. Su margen occidental es también la frontera étnica tradicional entre italianos y eslovenos. La región es famosa como la inspiración para el término geológico karst.

## Posición geográfica

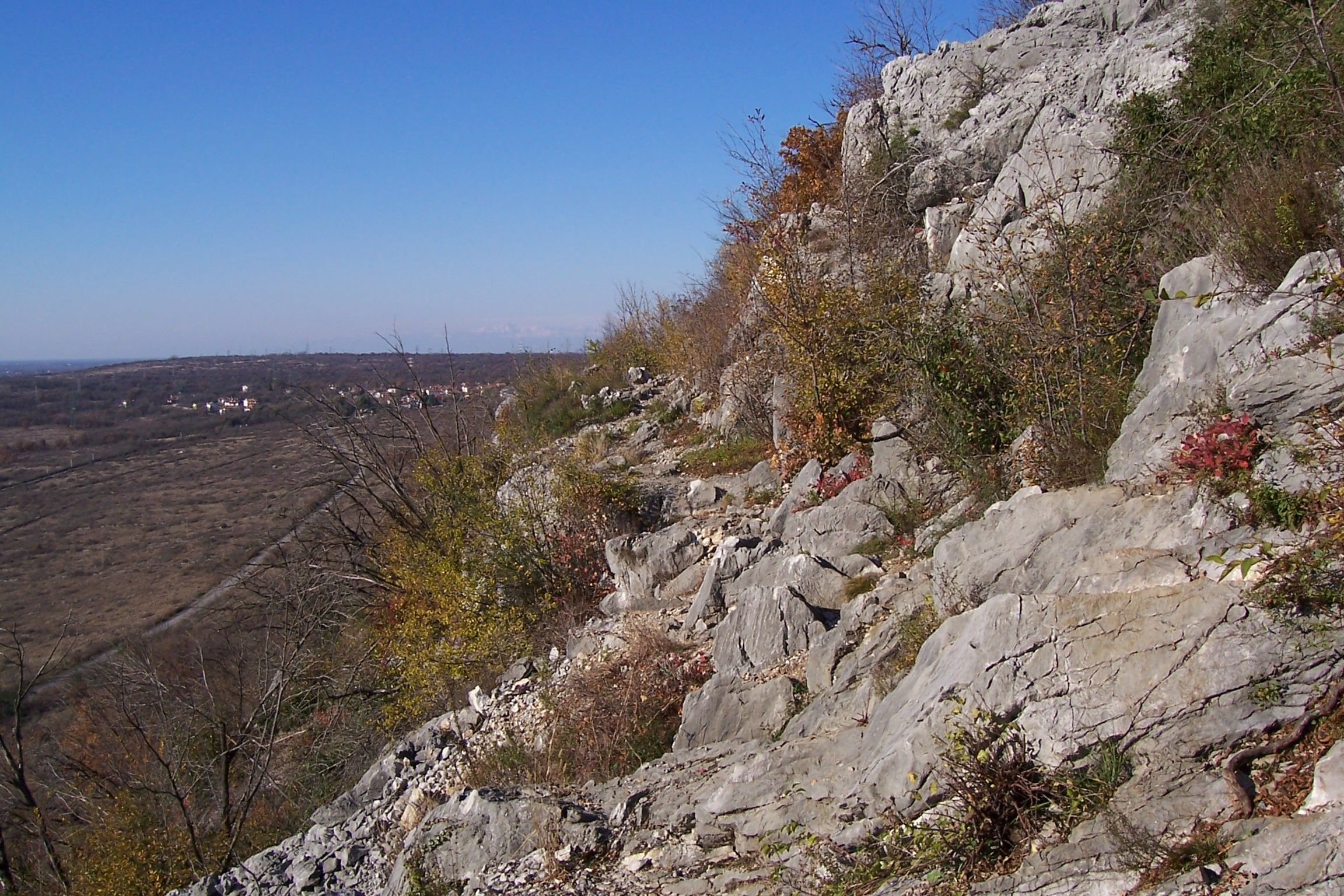
Paisaje del Carso en el término municipal italiano de Doberdò del Lago.

La meseta asciende bastante abruptamente por encima del paisaje de los alrededores, con la excepción del lado sudeste, donde el empinamiento es menos pronunciado. La meseta desciende del sudeste al sudoeste. De media se encuentra a unos 334 metros sobre el nivel del mar. Debido a que el Carso desciende abruptamente hacia el mar Adriático, está menos expuesto a los efectos climatológicos beneficiosos del mar. La principal vegetación en el pasado eran robles, pero ahora son bosques de pinos. Los bosques cubren en la actualidad solo un tercio del Carso. Mucha de la madera para los pilotes poco espaciados que sostienen la ciudad isleña de Venecia (Italia) se trajo desde esta región.
El Carso es famoso por sus cuevas. En Eslovenia, figuran Vilenica (la cueva turística más antigua del mundo), la cueva de Lipica, la cueva de Divača, la cueva de Kačna, la cueva de Postojna y las cuevas de Škocjan (Patrimonio de la Humanidad de la UNESCO), mientras que en Italia está la Grotta Gigante (la cueva turística más grande del mundo, con un péndulo horizontal especial que mide el efecto del flujo y reflujo de la Luna sobre la Tierra).
La mayoría del Carso está situada en el Litoral esloveno en un área de 429 km2, y cuenta con una población de unas 19 000 personas. El Carso en su totalidad tiene exactamente 100 asentamientos. El pueblo de Sežana es el centro de la región en el lado esloveno de la frontera. Los principales centros rurales son Divača, Dutovlje y Komen. Štanjel es una pintoresca localidad concentrada en la parte superior del borde norte de la meseta; sus casas están agrupadas apretadamente alrededor de la colina Turn, dándole la apariencia de un pueblo medieval. En el lado italiano de la frontera, figuran las importantes poblaciones de Villa Opicina, Duino y Aurisina.
Las condiciones naturales, incluyendo el viento bora (burja) y el estilo de vida local, formaron los elementos de la arquitectura cársica, creando formas simples pero bien definidas. El Carso es célebre por su vino tinto espeso, conocido como teran, y el prosciutto. Uno de los principales centros turísticos de la zona es Lipica, con establos de caballos (el origen de la razas de caballos Lipizzano), así como otras instalaciones turísticas.

## Nativos y residentes famosos
Entre las personas famosas que nacieron o vivieron en la región figuran los poetas Srečko Kosovel, Igo Gruden y Ciril Zlobec, el activista social Danilo Dolci, el arquitecto Max Fabiani, los pintores Avgust Černigoj y Lojze Spacal, los escritores Alojz Rebula, Igor Torkar y Bogomir Magajna, el teólogo Anton Mahnič, los políticos Drago Marušič y Josip Ferfolja, el economista Milko Brezigar y la actriz Ita Rina. El paisaje pintoresco del Carso inspiró a numerosos artistas que no eran de la región, entre ellos los poetas Rainer Maria Rilke, Alojz Gradnik y Edvard Kocbek, los ensayistas Scipio Slataper y Marjan Rožanc, los escritores Fulvio Tomizza, Peter Handke (En La repetición, por ejemplo) y Susanna Tamaro y el director cinematográfico Jan Cvitkovič. Muchos artistas y autores se asentaron en esta región, tales como Josip Osti y Taras Kermauner.

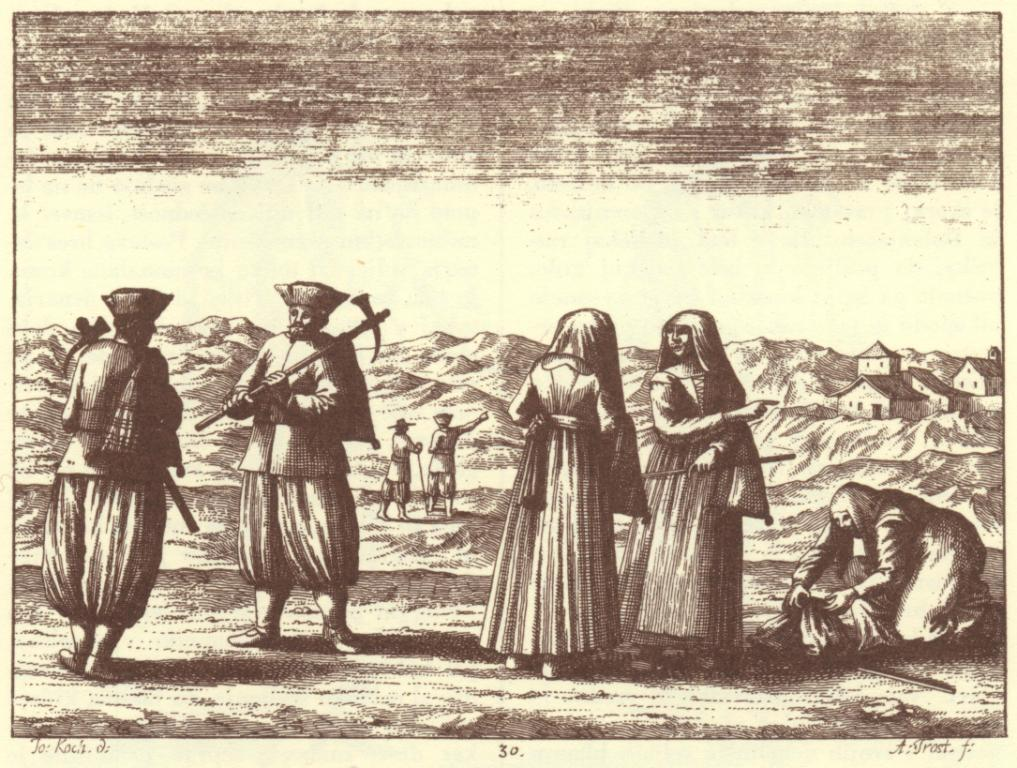
Campesinos del Carso en un grabado de la monografía Die Ehre dess Hertzogthums Crain de Janez Vajkard Valvasor,

## Reserva de la biosfera
Parte del Carso esloveno está declarado reserva de la biosfera desde el año 2004. El nombre de la reserva es "El Karst", y ello se debe a que es el lugar de referencia de todos los estudios sobre el karst del mundo. En la reserva se encuentra el parque regional de las Grutas de Škocjan, que son también Patrimonio de la Humanidad y un humedal de importancia internacional protegido por el Convenio de Ramsar. Pero no solo hay un ecosistema subterráneo de karst, sino también bosques de plantas esclerófilas de hoja perenne.
La Zona Núcleo tiene una extensión de 413 ha y va desde 45°39'15" hasta 45°41'N; y de 13°58'30" hasta 14°01'30"E 45°40′N 13°59′E / 45.667, 13.983. La Zona Tampón tiene 45 000 ha y la de Transición, 14 780 ha. Tiene una altitud que va desde los 200 hasta los 475 m s. n. m.

## Extensión geográfica
Entre los municipios que están completa o parcialmente en el territorio del Carso figuran:
- Italia
  - Savogna d'Isonzo
  - Doberdò del Lago
  - Sagrado (parcialmente)
  - Monfalcone (parcialmente)
  - Duino-Aurisina
  - Sgonico
  - Monrupino
  - Trieste (parcialmente)
  - San Dorligo della Valle (parcialmente)

- Eslovenia
  - Miren-Kostanjevica (parcialmente)
  - Komen
  - Sežana
  - Divača
  - Hrpelje-Kozina (parcialmente)

Algunas veces, la región alrededor de Pivka también se incluye.

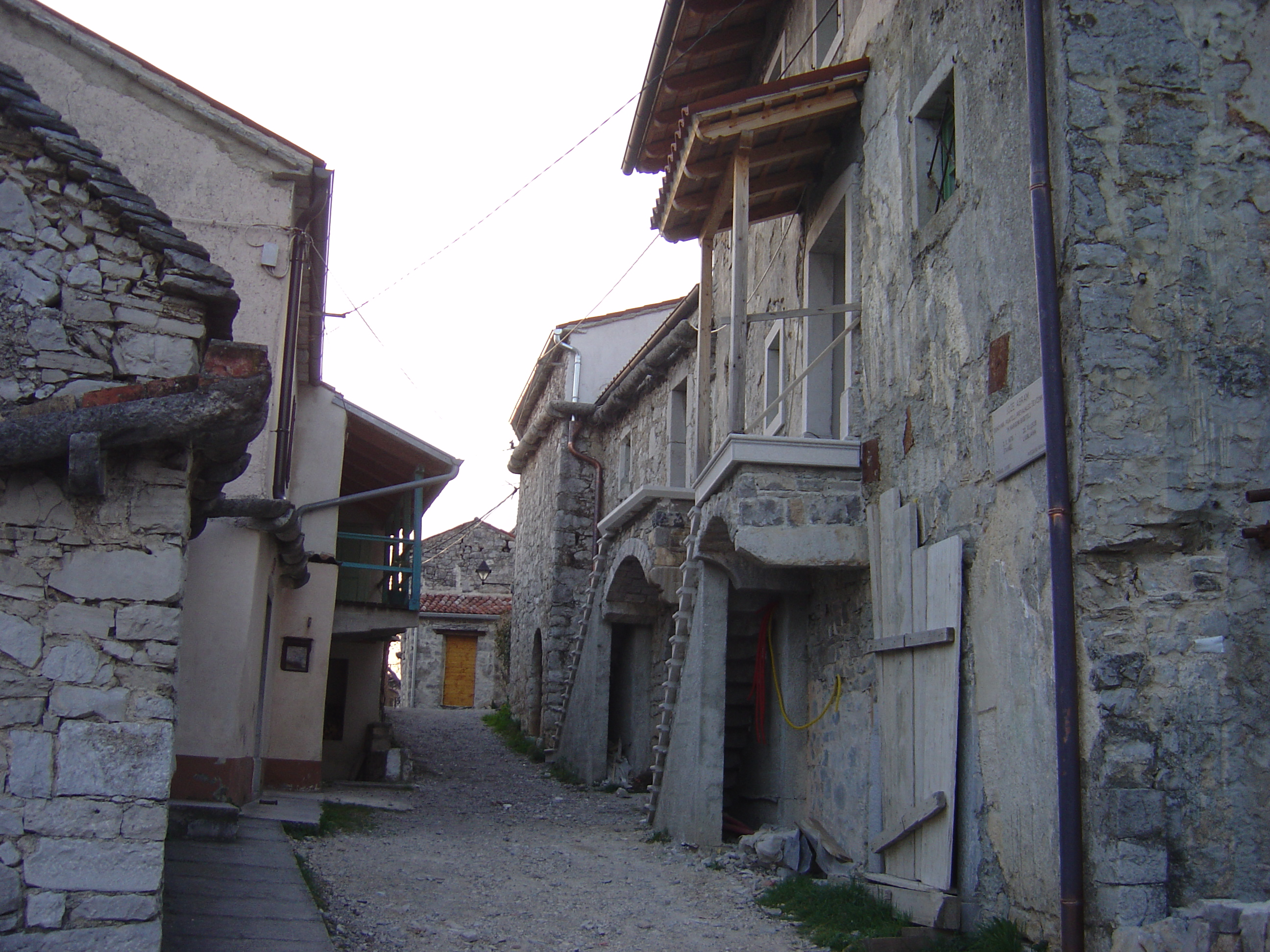
El pueblo de Štanjel
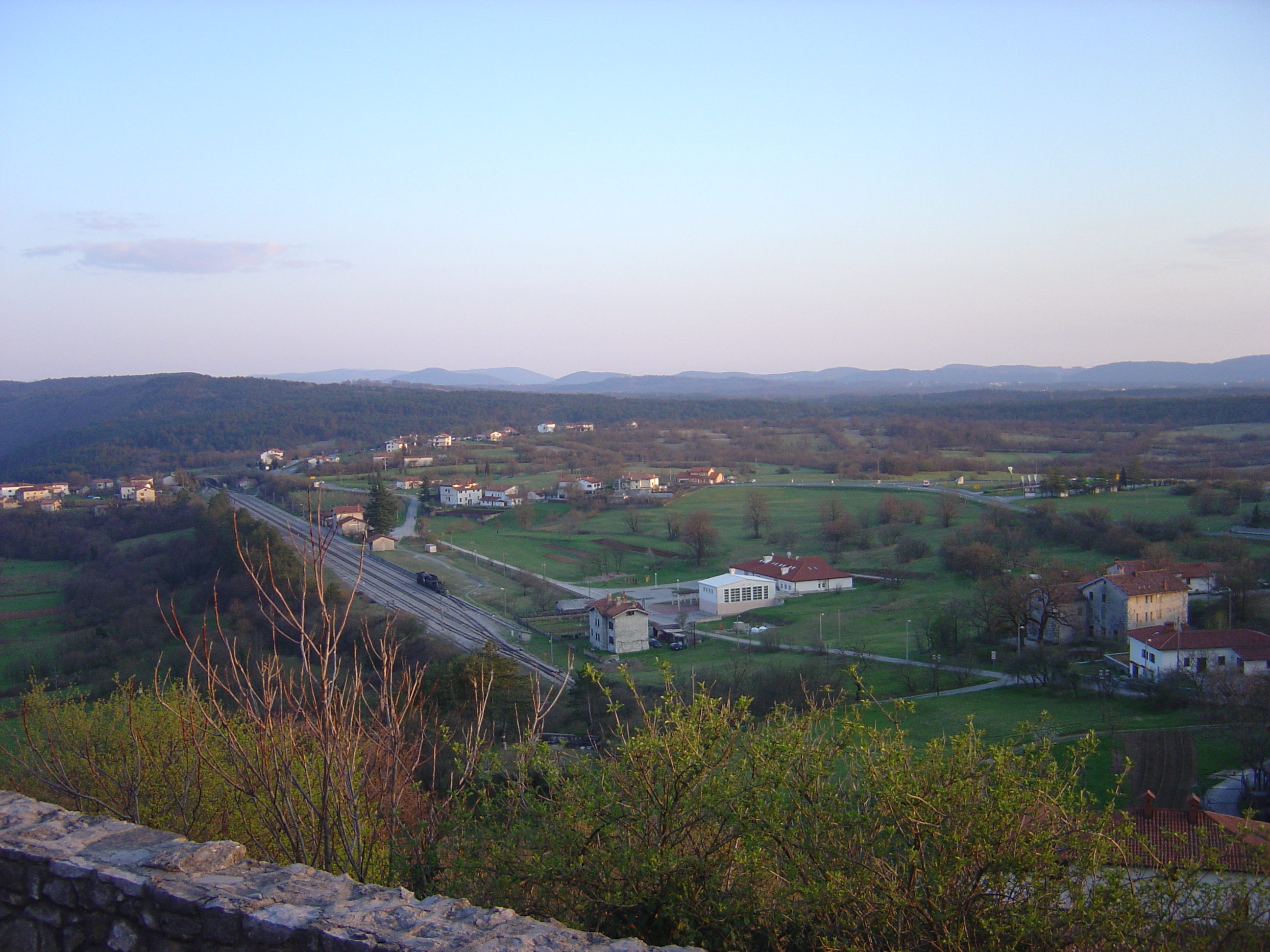
El paisaje del Carso visto desde Štanjel
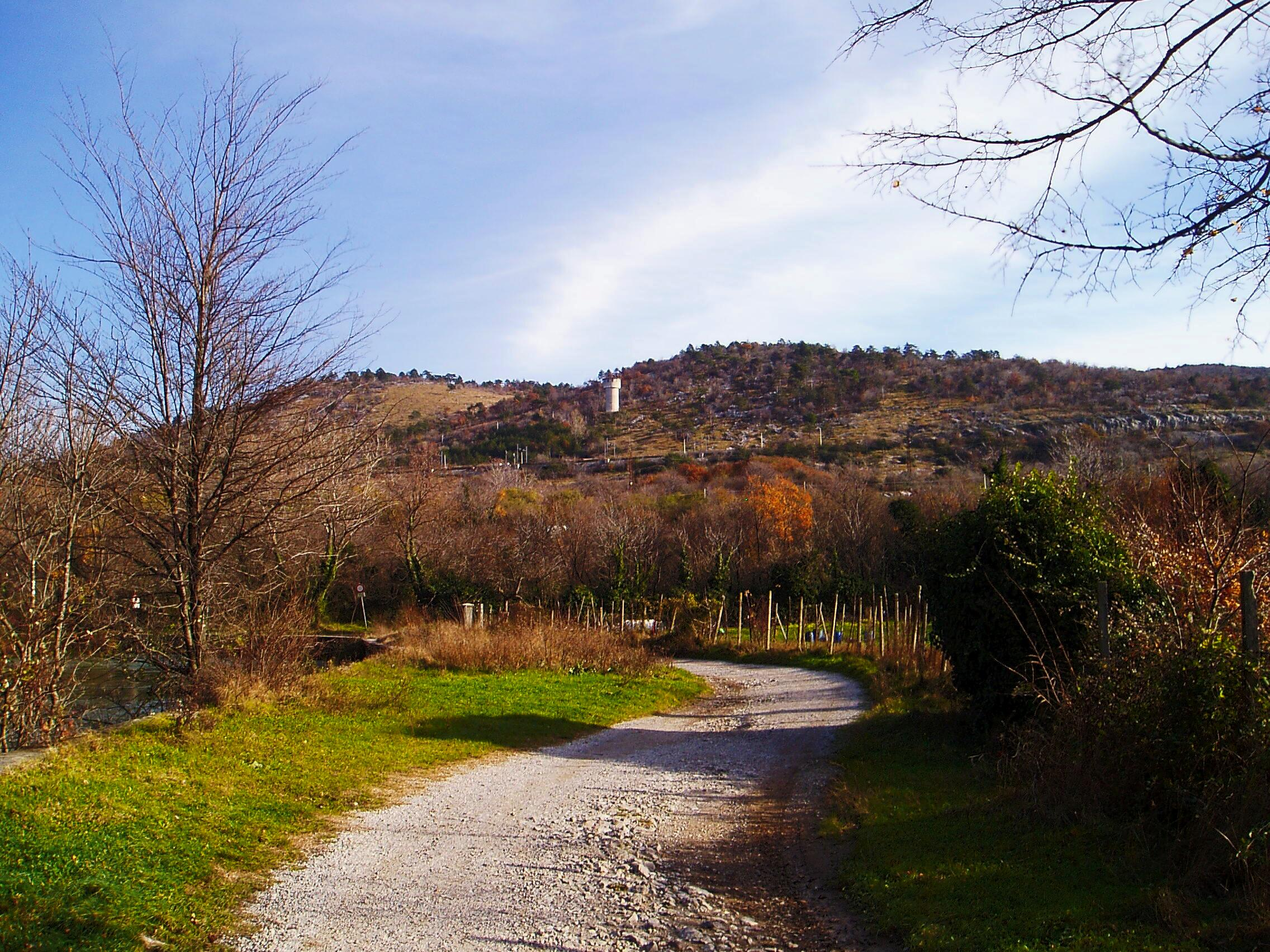
Paisaje cerca de Duino
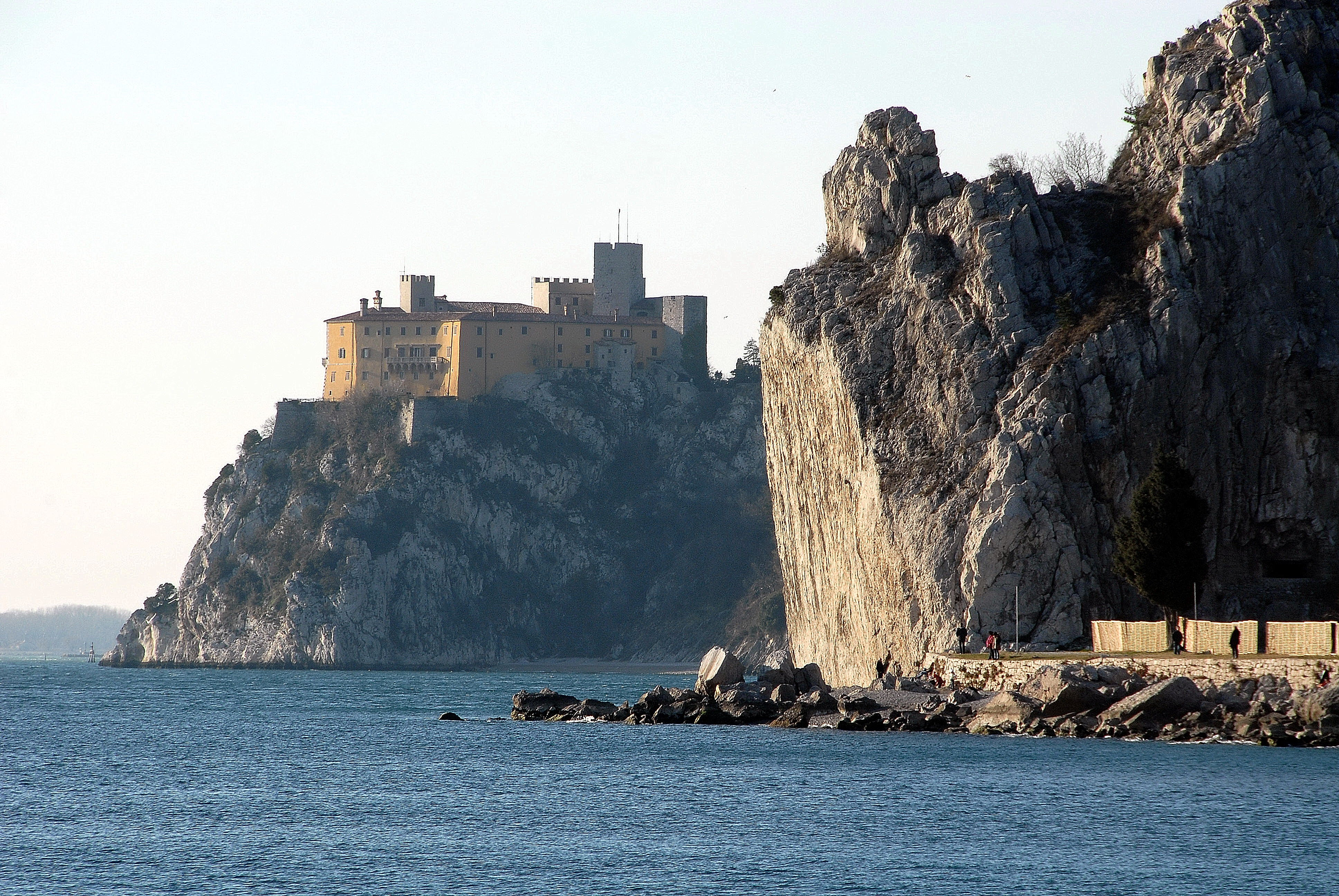
Los acantilados de Aurisina
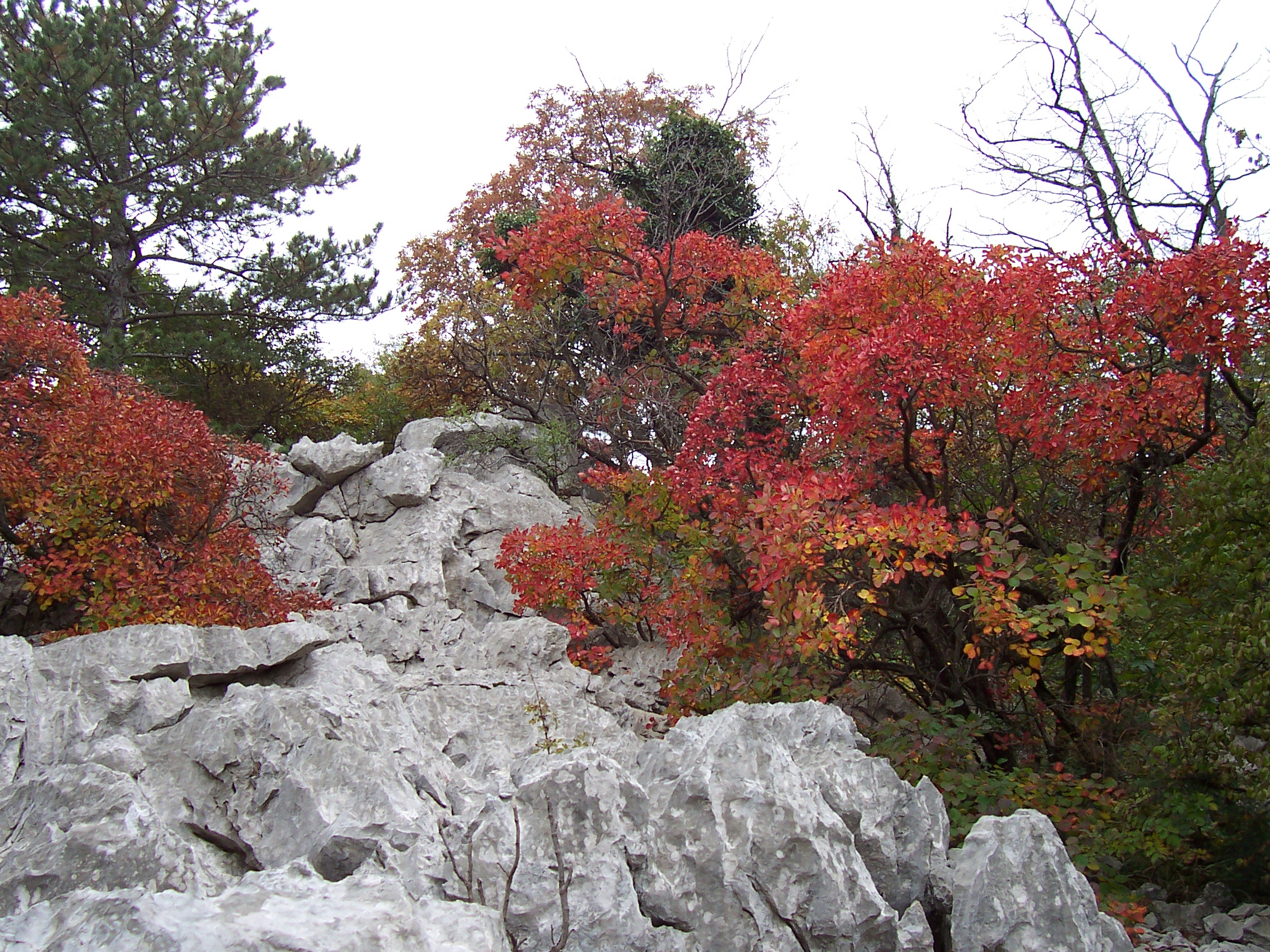
Paisaje del Carso en la provincia de Trieste
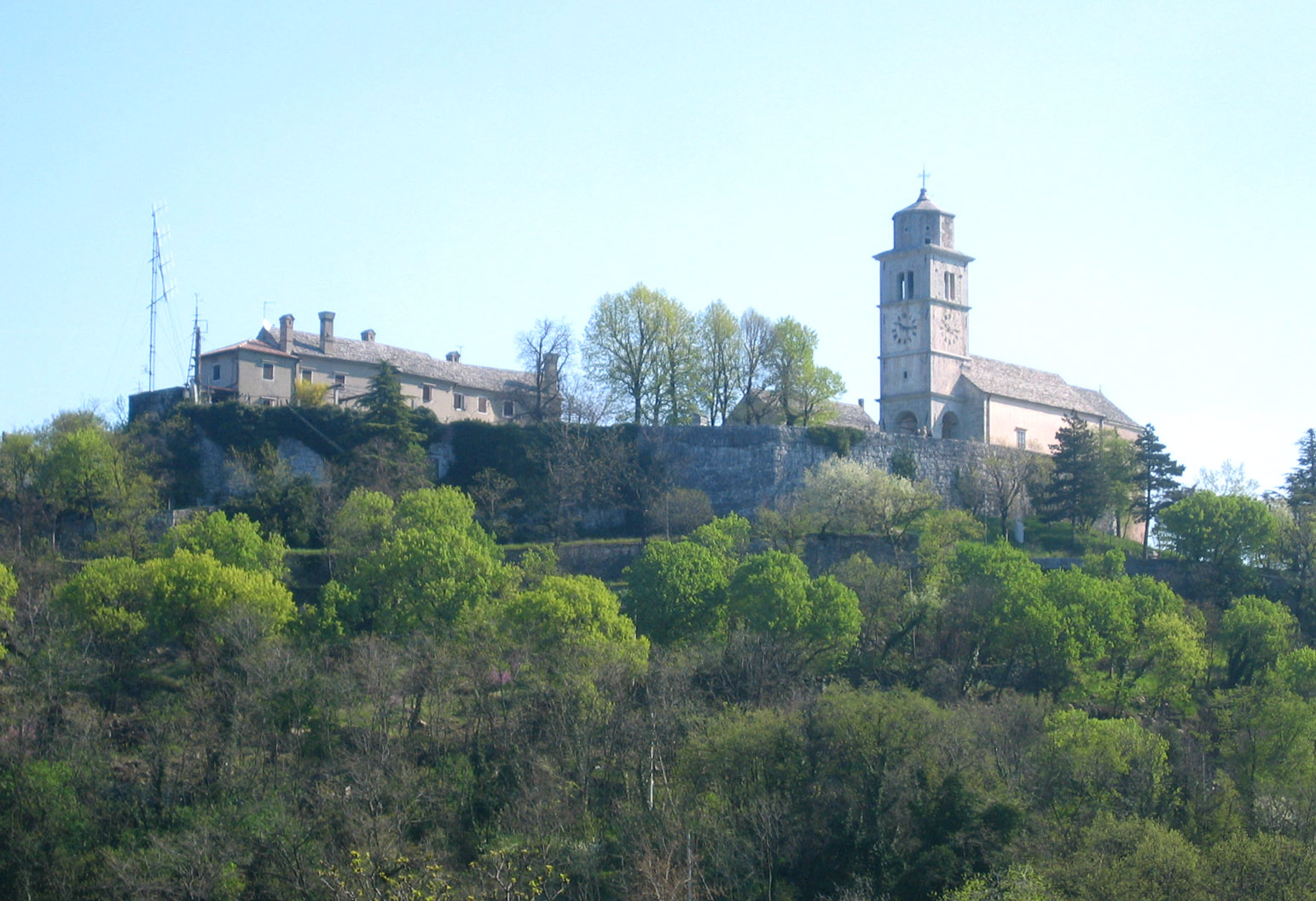
La iglesia fortificada de Repentabor
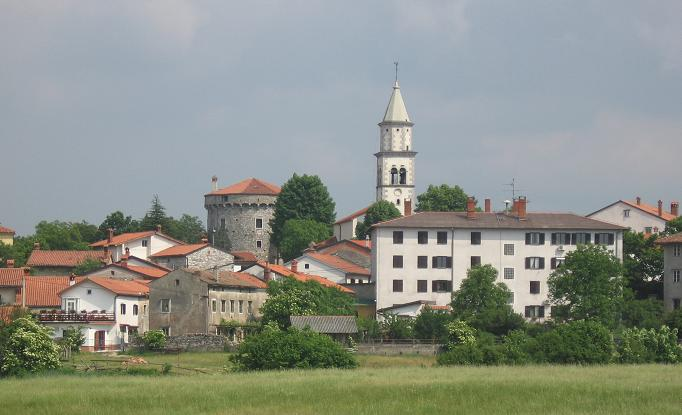
El pueblo de Lokev cerca de Sežana
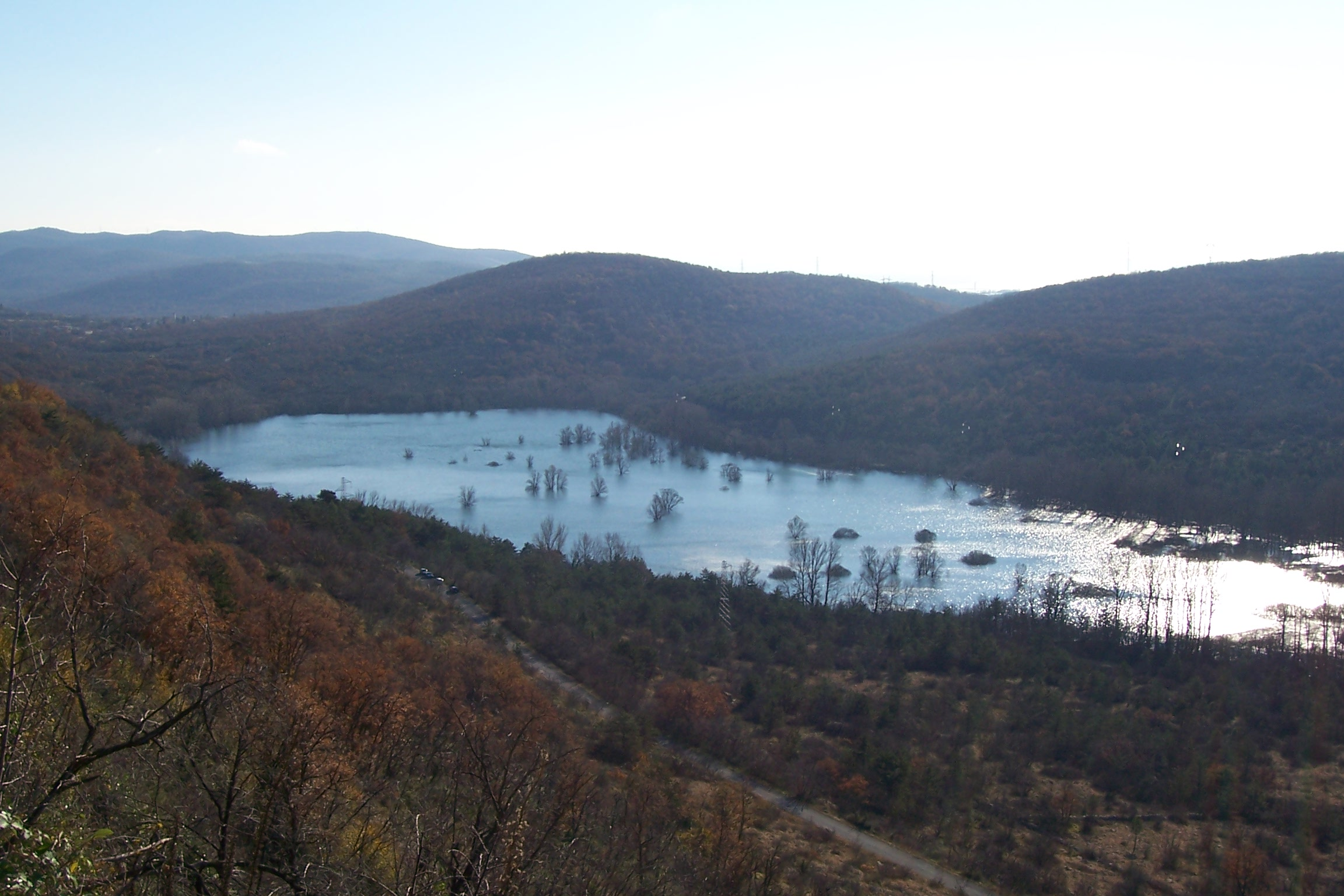
Lago de Doberdò